# Baudoncourt
Baudoncourt település Franciaországban, Haute-Saône megyében. Lakosainak száma 484 fő (2022. január 1.). Baudoncourt Saint-Sauveur, Breuches, La Chapelle-lès-Luxeuil, Brotte-lès-Luxeuil, Visoncourt és Éhuns községekkel határos.

## Népesség
A település népességének változása:
| Lakosok száma | 549  | 551  | 556  | 533  | 516  | 500  | 494  | 488  | 484  |
|               | 2013 | 2015 | 2016 | 2017 | 2018 | 2019 | 2020 | 2021 | 2022 |